# Аномальна рідина
Рідина́ анома́льна (рос. жидкость аномальная; англ. abnormal liquid; нім. Anomalflüssigkeit f) – 
- 1) Фізичне тіло, що відрізняється від звичайної рідини тільки тим, що воно в стані спокою може сприймати деякі відносно невеликі дотичні напруги.
- 2) Рідина, що не підлягає закону в’язкого тертя Ньютона – Стокса. До Р.а. належать полімерні та багатокомпонентні системи, які мають властивість структуруватися, при їх деформуванні змінюються міжмолекулярні взаємодії і (або) релаксаційні властивості.

Син. – неньютонівська рідина.